# Testimonium (album)
Testimonium – studyjny album szwajcarskiego duetu Lacrimosa, wydany w 2017 roku przez wytwórnię Hall of Sermon.

## Lista utworów[2]
Album podzielony jest na cztery akty muzyczne.
Akt 1
01. „Wenn unsere Helden sterben” - 5:45
02. „Nach dem Sturm” - 6:55
Akt 2
03. „Zwischen allen Stühlen” - 4:17
04. „Weltenbrand” - 8:00
05. „Lass die Nacht nicht über mich fallen” - 7:26
Akt 3
06. „Herz und Verstand” - 5:33
07. „Black Wedding Day” - 4:54
08. „My Pain” - 4:17
Akt 4
09. „Der leise Tod” - 4:45
10. „Testimonium” - 10:02

## Twórcy[2]
- Tilo Wolff - śpiew, gitary, gitara basowa
- Anne Nurmi - śpiew
- Arturo Garcia - perkusja
- występuje – The Lacrimosa Session Orchestra